# Dennenkniptor
De dennenkniptor(Ampedus balteatus) is een keversoort uit de familie kniptorren (Elateridae). De wetenschappelijke naam van de soort is gepubliceerd in 1758 door Linnaeus in de tiende editie van Systema naturae.